# Iňa
Iňa (in ungherese Ény) è un comune della Slovacchia facente parte del distretto di Levice, nella regione di Nitra.